# SWAT: Target Liberty
SWAT: Target Liberty est un jeu vidéo de tir tactique à la troisième personne développé par 3G Studios et édité par Sierra Entertainment, sorti en 2007 sur PlayStation Portable.

## Accueil
- Jeuxvideo.com : 10/20[1]